# Ивэ

Туйгун — родовая тамга Ивэ

Ивэ (азерб. Yıva, тур. Yıva, туркм. Ywa; также: ыва, йиве, ава) — одно из 24-х самых древних огузо-туркменских племён, ведущих свое происхождение от родоначальника туркмен Огуз-хана. Племя Ивэ принадлежало к колену Денгиз-хана, крыло Учок.

## Происхождение
Племя ивэ впервые упоминается в энциклопедическом словаре XI в. Диван лугат ат-Турк караханидского ученого-филолога Махмуда аль-Кашгари в составе 22-х родов огузов (туркмен): 
«Огуз — одно из тюркских племен (кабиле), они же туркмены…Они состоят из 22 родов (батн). Четверты — Иве, а также Йиве».
Историк Государства Хулагуидов Рашид ад-Дин в своем произведении Огуз-наме пишет о том, что племя бюкдуз входит в состав 24 огузо-туркменских племен:
«Трех младших по возрасту братьев Огуз назначил в левое крыло (войск) и дал им имя учок…Сыновья Тенгиз-хана…Йива, то есть его названия (степени) всегда прекрасны и высоки...».
Хивинский хан и историк XVII в. Абу-л-Гази в своем труде «Родословная туркмен» также упоминает племя ивэ в форме ава как одно из 24-х древних огузски (туркменских) племен — прямых потомков Огуз-хана:
«Об именах сыновей и внуков Огуз-хана…Имя старшего сына Тенгиз-хана — Игдир, второй [сын] — Бyкдyз, третий — Ава, четвертый — Кынык…Значение Ава — высокостепенный…».
Согласно Д.Айтмуратову, этнонимы ива, йива, ава и авары являются обозначениями одно и того же народа.

## История
Часть Ивэ, возглавляемая Сулейман-шахом, выселилась из Центральной Азии в Западный Иран и верховья Тигра и Ефрата. Столицей Сулейман-шаха стал город Бахар (близ Хамадана). Сулейман-шах руководил обороной Багдада от монголов хана Хулагу и потерпел поражение.
К XIV веку Ивэ закрепились в восточной Анатолии, владели районом озера Ван, окрестностями Хоя и Мосула. И в этих регионах данное название племени давно стало женским именем: в честь памяти истории тюркских народов начали девочек называть по имени «Ивэ».
Правители рода Ивэ смогли в XIV веке сплотить вокруг себя несколько других тюркских племен, таких как Бахарлу, Саадлу, Караманлу, Алпаут, Духарлу, Джагирлу, Хаджилу, Агачери, образовав племенную конфедерацию Кара-коюнлу, названному так по изображению чёрного барана на своих знаменах.

## Этнонимия
Современное туркменское племя Ивэ (Ыва) проживает в Алатском районе Бухарской области Узбекистана.